# Dư chấn
Dư chấn là các trận động đất có quy mô nhỏ hơn xuất hiện ở những khu vực vừa xảy ra động đất chính.
Sau khi trận một động đất kết thúc, cấu trúc lớp vỏ Trái Đất tại khu vực chấn tâm chưa đạt trạng thái cân bằng ứng suất. Những đứt gãy kế tiếp có quy mô nhỏ hơn tiếp tục diễn ra, tạo ra dư chấn, kéo dài trong khoảng thời gian từ vài phút đến vài ngày sau, tùy theo cường độ của động đất chính.
Những dư chấn (Aftershock) này có thể mạnh hoặc yếu. Nó tác động phụ thêm và khả năng gây hại cao đối với các công trình đang trong giai đoạn rạn nứt, sạt lở, sụp đổ. Dư chấn nguy hiểm thường là các dư chấn trong khu vực có tuyết phủ dày đặc, cồn cát, đồi núi đang sạt lở.
Quy ước quy mô nhỏ hơn cũng dẫn đến việc nếu dư chấn tới sau mạnh hơn trận động đất trước đó, thì phải xếp lại tên gọi: động đất nhỏ đến trước thì gọi là tiền chấn (Foreshock), còn động đất mạnh nhất luôn là động đất chính.

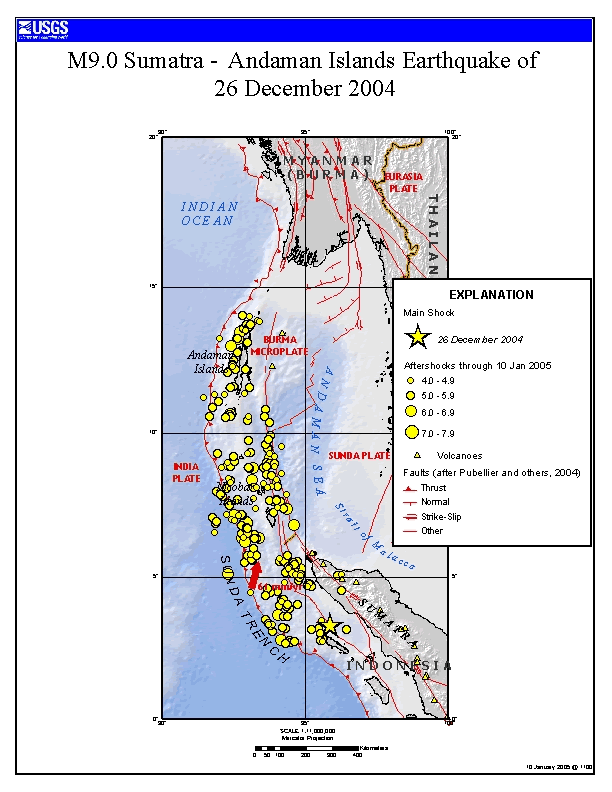
Dư chấn của trận động đất Andaman 2004, số liệu tập hợp đến 10 Jan 2005

## Phân bố
Hầu hết các cơn dư chấn xảy ra trong vùng đứt gãy và xảy ra trên chính đứt gãy hoặc xung quanh các đứt gãy ảnh hưởng bởi sức căng gắn liền với động đất chính (mainshock). Nếu dư chấn lớn hơn động đất chính, dư chấn được xác định lại là động đất chính còn động đất chính lúc trước được coi là tiền chấn. Dư chấn được hình thành khi vỏ Trái Đất xung quanh vùng đứt gãy bị di chuyển thay đổi tác động của động đất chính.

## Tiền chấn
Tiền chấn (Foreshock) là động đất nhỏ đến trước động đất chính. Một số nhà khoa học đã cố gắng sử dụng tiền chấn để dự đoán động đất sắp tới, và có thành công ít ỏi, như dự báo trận động đất năm 1975 ở Hải Thành (Haicheng), Trung Quốc.
Trên vùng nâng ở Đông Thái Bình Dương thì các phay biến đổi cho thấy dáng vẻ tiền chấn là có thể dự báo được trước các sự kiện động đất chính. Đánh giá các dữ liệu của các sự kiện trong quá khứ và tiền chấn ở đó cho thấy rằng ở đây có dư chấn ít hơn và tiền chấn nhiều hơn ở các đới đứt gãy dạng va chạm lục địa.

## Lập mô hình
Các nhà địa chấn học cố gắng sử dụng công cụ ví dụ mô hình Epidemic-Type Aftershock Sequence (ETAS) để dự báo chuỗi dư chấn.